# Scotinella madisonia
Scotinella madisonia är en spindelart som beskrevs av Levi 1951. Scotinella madisonia ingår i släktet Scotinella och familjen flinkspindlar. Inga underarter finns listade i Catalogue of Life.